# Флинн, Патрик
Патрик Флинн — американский легкоатлет ирландского происхождения. На олимпийских играх 1920 года выиграл серебряную медаль в беге на 3000 метров с препятствиями, показав результат 10.21,1. В финальном забеге он упал во время неудачного преодоления ямы с водой. Также на Олимпиаде 1920 года выступал в кроссе, где занял 9-е место в личном зачёте.
Чемпион США 1920 года с результатом 9.58,2 и серебряный призёр 1919 года.